# Karina Aznavurjan
Karina Borisovna Aznavurjan (ryska: Карина Борисовна Азнавурян; armeniska: Կարինա Բորիսի Ազնավուրյան: Karina Borisi Aznavurjan; azerbajdzjanska: Karina Boris qızı Aznavuryan), född den 20 september 1974 i Baku i Azerbajdzjanska SSR i Sovjetunionen (nu Azerbajdzjan), är en rysk fäktare som tog OS-guld i damernas lagtävling i värja i samband med de olympiska fäktningstävlingarna 2004 i Aten.